# Nationaal kampioenschap matchplay
Het Nationaal Kampioenschap Matchplay is een jaarlijks golfkampioenschap voor amateurs. Sinds 2005 mogen zij ook meespelen in het Nationaal Open Matchplay Kampioenschap op Geijsteren, waar het merendeel van de spelers professional is. Zo hebben de amateurs nu ieder jaar twee kansen om de beste matchplay speler van Nederland te worden.
Mevr. A.E. Eschauzier-Schiff won dit toernooi maar liefst tien keer, Joan Dudok van Heel won het zeven keer bij de heren.
Het aantal rondes bij de heren is vanwege het groot aantal inschrijvingen tegenwoordig 7 (max 64 spelers), bij de dames staat dat nog op 4 rondes (max. 16 spelers).
Het toernooi voor de dames vond in 1949 voor het eerst plaats, voor de heren was dat 1935.

## Winnaars

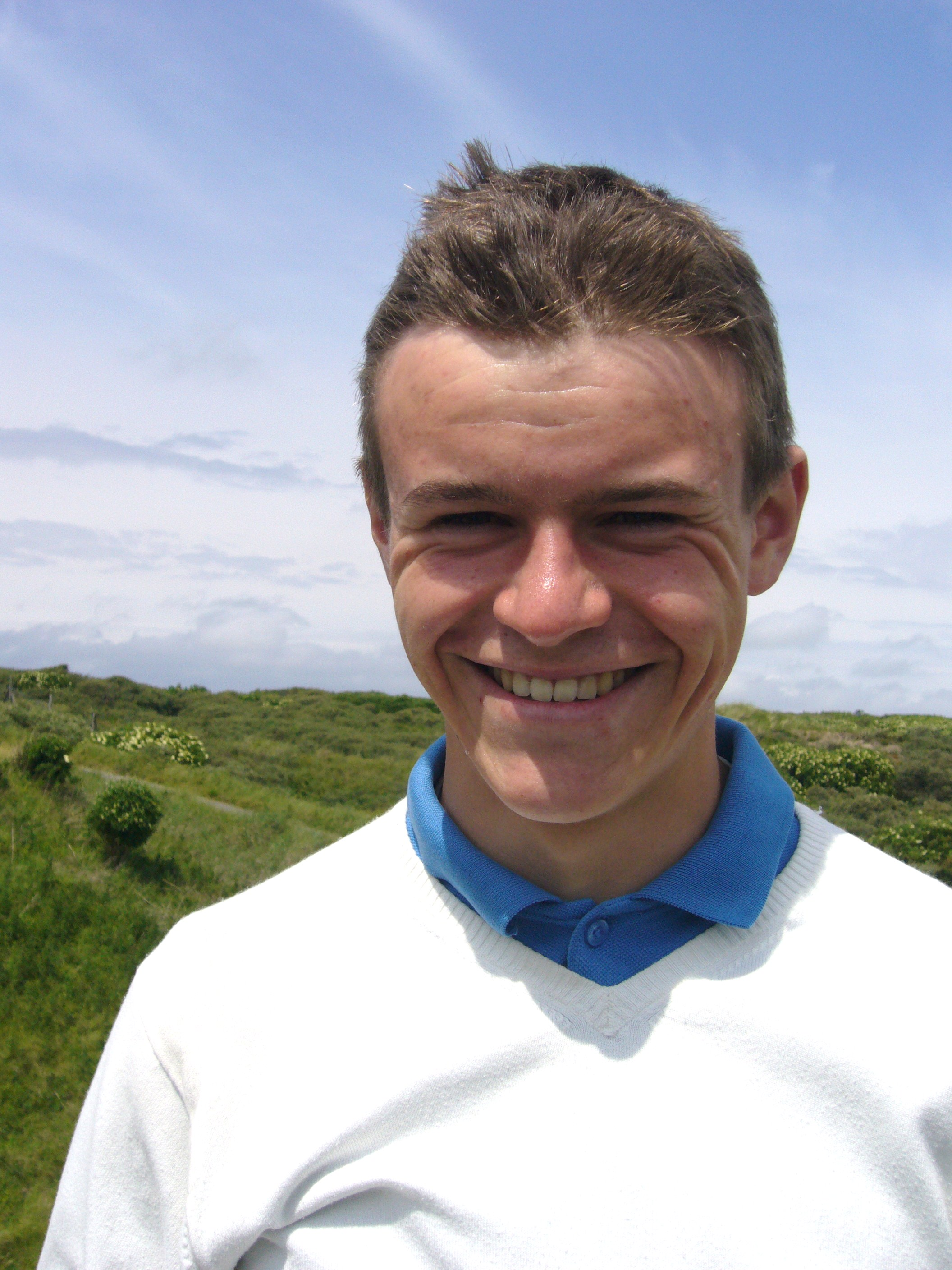
Daan Huizing, winnaar 2010

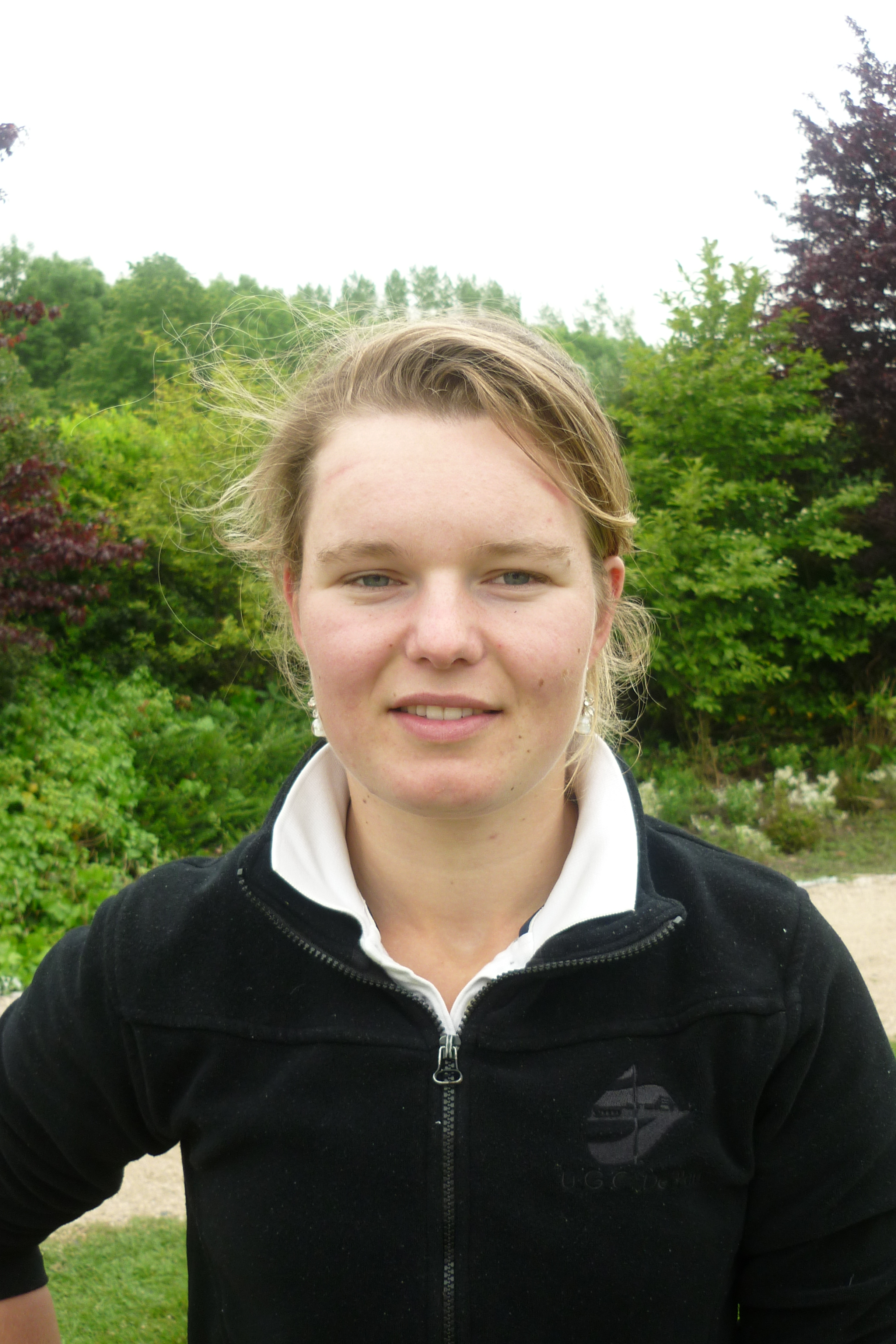
Karlijn Zaanen, winnares 2010

| Jaar | Heren                      | Dames                       |
| ---- | -------------------------- | --------------------------- |
| 1935 | R.F. Schill                |                             |
| 1936 | R.F. Schill                |                             |
| 1937 | A. Kerkhoven               |                             |
| 1938 | A.Kerkhoven                |                             |
| 1939 | Bernard Carp               |                             |
| 1940 | Niet gespeeld              |                             |
| 1941 | Niet gespeeld              |                             |
| 1942 | Niet gespeeld              |                             |
| 1943 | Niet gespeeld              |                             |
| 1944 | Niet gespeeld              |                             |
| 1945 | Niet gespeeld              |                             |
| 1946 | A.Kalkoen van Limmen       |                             |
| 1947 | A. de Vries                |                             |
| 1948 | G. van Reede               |                             |
| 1949 | A. Kalkoen van Limmen      | E.D. Veltman                |
| 1950 | Joan Dudok van Heel        | A. Stahl-Wytema             |
| 1951 | A. Kalkoen van Limmen      | A.E. Buma-van Tienhoven     |
| 1952 | Joan Dudok van Heel        | E. Mees                     |
| 1953 | W. van Lanschot            | A.E. Eschauzier-Schiff      |
| 1954 | H. Jordaan                 | H. Molkenboer               |
| 1955 | Ajef Knappert              | A.E. Eschauzier-Schiff      |
| 1956 | W. van Lanschot            | A.E. Eschauzier-Schiff      |
| 1957 | W. van Lanschot            | A.E. Eschauzier-Schiff      |
| 1958 | Ajef Knappert              | A.E. Eschauzier-Schiff      |
| 1959 | Joan Dudok van Heel        | Y. van Hoey-Smith           |
| 1960 | Joan Dudok van Heel        | Y. van Hoey-Smith           |
| 1961 | W.F. Smit                  | A. van Riemsdijk            |
| 1962 | O.H.M van Zinnicq Bergmann | A.E. Eschauzier-Schiff      |
| 1963 | Ajef Knappert              | A.E. Eschauzier-Schiff      |
| 1964 | Joan Dudok van Heel        | A. van Riemsdijk            |
| 1965 | Joan Dudok van Heel        | A. van Riemsdijk            |
| 1966 | Ajef Knappert              | A. van Riemsdijk            |
| 1967 | Joan Dudok van Heel        | Alice Janmaat               |
| 1968 | Piet Hein Streutgers       | A.E. Eschauzier-Schiff      |
| 1969 | Lout Mangelaar Meertens    | A.E. Eschauzier-Schiff      |
| 1970 | Lout Mangelaar Meertens    | Joyce Heyster- de Witt Puyt |
| 1971 | Jaap van Neck              | A.E. Eschauzier-Schiff      |
| 1972 | Jaap van Neck              | Joyce Heyster- de Witt Puyt |
| 1973 | Michiel Eykman             | Joyce Heyster- de Witt Puyt |
| 1974 | Victor Swane               | Alice Janmaat               |
| 1975 | Piet Hein Streutgers       | Alice Janmaat               |
| 1976 | Jaap van Neck              | L. van der Harst            |
| 1977 | Piet Hein Streutgers       | Alice Janmaat               |
| 1978 | Piet Hein Streutgers       | L. Koopman                  |
| 1979 | Piet Hein Streutgers       | Joyce Heyster- de Witt Puyt |
| 1980 | Victor Swane               | Joyce Heyster- de Witt Puyt |
| 1981 | Victor Swane               | Alice Janmaat               |
| 1982 | Toby Rijks                 | M. Zegger                   |
| 1983 | Michiel Peetoom            | Alice Janmaat               |
| 1984 | Simon Vegter               | K. Peterse                  |
| 1985 | John Scholte               | Joyce Heyster de Witt Puyt  |
| 1986 | Barend van Dam             | Mette Hageman               |
| 1987 | Bart Nolte                 | M. Zegger                   |
| 1988 | Eelco Bouma                | L. Geuzebroek               |
| 1989 | Willem Oege Goslings       | Mette Hageman               |
| 1990 | Michael Vogel              | D. de Vries                 |
| 1991 | Bart Nolte                 | Catrien Geleijnse           |
| 1992 | Niels Boysen               | L. Keman                    |
| 1993 | Robert-Jan Derksen         | Francien Bolwidt            |
| 1994 | Maarten van den Berg       | Catrien Geleijnse           |
| 1995 | Maarten Delfortrie         | L. Thijssen                 |
| 1996 | Maarten Lafeber            | Marcella Neggers            |
| 1997 | Ralph Miller               | F. Lempers                  |
| 1998 | Donald Osborne             | Marcella Neggers            |
| 1999 | Tim Nijenhuis              | Bianca Dekker               |
| 2000 | Inder van Weerelt          | Marieke Zelsmann            |
| 2001 | Wil Besseling              | C. Heeres                   |
| 2002 | Jan Willem van Hoof        | M. van der Graaff           |
| 2003 | Reinier Saxton             | Myrte Eikenaar              |
| 2004 | Jan Willem van Hoof        | Niet gespeeld               |
| 2005 | Robin Swane                | Myrte Eikenaar              |
| 2006 | Reinier Saxton             | Myrte Eikenaar              |
| 2007 | Reinier Saxton             | Kyra van Leeuwen            |
| 2008 | Reinier Saxton             | Jessica Mensink             |
| 2009 | Floris de Haas             | Caroline Karsten            |
| 2010 | Daan Huizing               | Karlijn Zaanen              |
| 2011 | Fernand Osther             | Lianne Jansen               |
| 2012 | David van den Dungen       | Myrte Eikenaar              |
| 2013 | Darius van Driel           | Myrte Eikenaar              |
| 2014 | S. Korver                  | J. Chong                    |
| 2015 | R. van Deutekom            | R. Haarman                  |
| 2016 | R. van Uden                | R. Haarman                  |
| 2017 | D. Porsius                 | P. Koffa                    |
| 2018 | A. Verdonk                 | A. van de Koppel            |